# Pierre Bourdelot
Pierre Michon Bourdelot, född 1610 i Sens, Bourgogne, och död 1686 i Paris, var en fransk gunstling vid drottning Kristinas hov.
Bourdelot var son till en barberare Michon och hans hustru Anna Bourdelot. Han skall ha uppfostrats av sin morbror, och därigenom tagit moderns efternamn som sitt eget. Efter att ha studerat apotekaryrket, övergick han till medicinska studier och blev läkare hos prins Henrik av Condé. Han inkallades 1652 på förord av sin vän Claudius Salmasius till av drottning Kristina till Sverige som läkare, lyckades som sådan återställa hennes hälsa, och blev därigenom snabbt en av hennes mest gynnade gunstlingar. Detta väckte stor avund i omgivningen, och Bourdelots brist på ödmjukhet bidrog knappast till att minska avunden, och det gick så långt att Magnus Gabriel De la Gardie inlämnade en förklaring att han tillsammans med flera andra högre ämbetsmän tänkte lämna hovet om inte Bourdelot avlägsnades. 
Kristina klagade över att hon var den enda som förstod hans värde, men oavsett detta så avlägsnades Bourdelot kort därefter. Han begav sig till Frankrike, där han på Kristinas rekommendation erhöll ett abbotstift. Han råkade dock snart i långa och häftiga tvister med munkarna, och tillbringade återstoden av sin livstid i Paris.